# Fausto Ricci
Fausto Ricci (Ravenna, 13 de marzo de 1961) fue un piloto de motociclismo italiano.

## Biografía
Fausto Ricci inició el Gran Premio en el trofeo de marcas Laverda 500, venciendo dos de los cinco y finalizando segundo en la clasificación general. Al año siguiente vuelve a competir en el mismo trofeo, clasificándose segundo al final del campeonato, ganando tres carreras de las cinco que contenía el trofeo. En el mismo año, gracias a una wild car, participó en el Campeonato de velocidad italiano en Clase 350 con Yamaha, alcanzando el tercer lugar.
En el 1982 participa en el campeonato Italiano y en el Europeo con una Yamaha 500. La temporada se abre con un acaída en que le supuso una rotura de clavícula. Sin embargo, logra ganar la prueba del trofeo Colucci 500, celebrado en Misano unos meses después.
En el 1983 es seleccionado por el equipo de Italia para participar en el Campeonato de Italia y en el Europeo 250, ganando el segundo lugar en el Campeonato de Italia y el tercero en el Campeonato de Europa.
Estos resultados le permiten debutar en el Campeonato Mundial de 1984 en la categoría 250. Un debut prometedor ya que en su primer Gran Premio el de las Naciones, consigue un primer y único triunfo en su carrera.
Su mejor temporada fue la de 1985, pilotando una Honda, donde consiguió cuatro podios y el quinto lugar en la clasificación final del año. También en 1985 ganó el Campeonato de Italia, también repitió el año siguiente.
En 1986 fue confirmado como piloto oficial de Honda Italia y alcanzó el octavo lugar en la clasificación general. El año siguiente pasó sin resultados significativos debido a los numerosos problemas técnicos con la Honda 250 del equipo de Iberna.
En 1988 forma parte del equipo italiano y, comenzando la temporada con Yamaha y luego terminándolo en Aprilia. Se gradúa en el Campeonato Europeo ganando en Most, Assen, Le Mans y Jarama.
Al año siguiente se queda con el equipo de Italia, participando en el campeonato italiano y en el Mundial con la Aprilia 250, obteniendo los últimos puntos en su carrera.
En el 1990 ficha por el team Rocker Racing y participa con una Aprilia 250, sustituyendo al año siguiente por una Yamaha 250, sin obtener resultados reseñables.

## Resultados de carrera

### Campeonato del Mundo de Motociclismo

#### Carreras por año
Sistema de puntos desde 1969 a 1987:
| Posición | 1.º | 2.º | 3.º | 4.º | 5.º | 6.º | 7.º | 8.º | 9.º | 10.º |
| Puntos   | 15  | 12  | 10  | 8   | 6   | 5   | 4   | 3   | 2   | 1    |

Sistema de puntos desde 1988 a 1992:
| Posición | 1.º | 2.º | 3.º | 4.º | 5.º | 6.º | 7.º | 8.º | 9.º | 10.º | 11.º | 12.º | 13.º | 14.º | 15.º |
| Puntos   | 20  | 17  | 15  | 13  | 11  | 10  | 9   | 8   | 7   | 6    | 5    | 4    | 3    | 2    | 1    |

(Carreras en negrita indica pole position, carreras en cursiva indica vuelta rápida)
| Año  | Clase | Moto    | 1       | 2       | 3       | 4       | 5       | 6       | 7       | 8       | 9       | 10      | 11      | 12      | 13      | 14      | 15    | Pts. | Pos. |
| ---- | ----- | ------- | ------- | ------- | ------- | ------- | ------- | ------- | ------- | ------- | ------- | ------- | ------- | ------- | ------- | ------- | ----- | ---- | ---- |
| 1984 | 250cc | Yamaha  | RSA -   | NAC 1   | ESP 14  | AUT Ret | ALE Ret | FRA Ret | YUG DNQ | NED -   | BEL DNQ | GBR DNQ | SUE -   | RSM Ret |         |         |       | 15   | 16.º |
| 1985 | 250cc | Honda   | RSA 9   | ESP Ret | ALE DNQ | NAT 3   | AUT 3   | YUG Ret | NED Ret | BEL 19  | FRA 3   | GBR 8   | SUE 3   | RSM 6   |         |         |       | 50   | 5.º  |
| 1986 | 250cc | Honda   | ESP 9   | NAC Ret | ALE 5   | AUT 4   | YUG 4   | NED Ret | BEL 11  | FRA 27  | GBR Ret | SUE Ret | RSM 5   |         |         |         |       | 30   | 8.º  |
| 1987 | 250cc | Honda   | JAP Ret | ESP 12  | ALE DNQ | NAC DNQ | AUT DNQ | YUG -   | NED -   | FRA DNQ | GBR -   | SUE -   | CHE -   | RSM 20  | POR Ret | BRA -   | ARG - | 0    | -    |
| 1988 | 250cc | Aprilia | JAP -   | USA -   | ESP -   | EXP -   | NAC Ret | ALE -   | AUT -   | NED Ret | BEL -   | YUG -   | FRA -   | GBR -   | SUE -   | CHE -   | BRA - | 0    | -    |
| 1989 | 250cc | Aprilia | JAP Ret | AUS Ret | USA 21  | ESP Ret | NAC DNQ | ALE DNQ | AUT 29  | YUG Ret | NED 18  | BEL 8   | FRA Ret | GBR Ret | SUE Ret | CHE Ret | BRA - | 8    | 32.º |
| 1990 | 250cc | Aprilia | JAP -   | USA -   | ESP -   | NAC -   | ALE -   | AUT Ret | YUG Ret | NED Ret | BEL -   | FRA -   | GBR -   | SUE -   | CHE -   | HUN -   | AUS - | 0    | -    |
| 1991 | 500cc | Yamha   | JAP DNQ | AUS 16  | USA 15  | ESP 19  | ITA Ret | ALE 18  | AUT 16  | EUR Ret | NED DNQ | FRA DNQ | GBR 26  | RSM 24  | CHE Ret | VDM -   | MAL - | 0    | -    |
| 1992 | 125cc | Yamaha  | JAP -   | AUS -   | MAL -   | ESP 26  | ITA Ret | EUR -   | ALE -   | NED Ret | HUN Ret | FRA Ret | GBR Ret | BRA -   | RSA -   |         |       | 0    | -    |
| 1994 | 250cc | Aprilia | AUS -   | MAL -   | JAP -   | ESP -   | AUT -   | ALE -   | NED -   | ITA -   | FRA -   | GBR -   | CZE 24  | USA -   | ARG -   | EUR -   |       | 0    | -    |